# Podhájska
Podhájska és un poble i municipi d'Eslovàquia que es troba a la regió de Nitra, al sud-oest del país. Compta amb una població de 1.063 habitants (2022).

## Història
La primera menció escrita de la vila es remunta al 1075.

## Demografia
| Godina             | 1994 | 2004   | 2014    | 2024   |
| ------------------ | ---- | ------ | ------- | ------ |
| Nombre de persones | 1258 | 1156   | 1032    | 1062   |
| Diferència         |      | −8,10% | −10,72% | +2,90% |

| Godina             | 2023 | 2024   |
| ------------------ | ---- | ------ |
| Nombre de persones | 1055 | 1062   |
| Diferència         |      | +0,66% |